# رغل مضطجع
رغل مضجع (الاسم العلمي: Atriplex prostrata) هو نوع نباتي يتبع جنس الرغل من فصيلة القطيفية.